# Station Vorst-Zuid
Station Vorst-Zuid (Frans: Forest-Midi) is een spoorweghalte langs spoorlijn 96 (Brussel - Bergen - Quévy) in de Brusselse gemeente Vorst (België). Het station ligt in een industriegebied tussen de Humaniteitslaan en de Britse Tweedelegerlaan.

## Stationsgebouw
Vorst-Zuid beschikt over een oud stationsgebouw uit 1862 in neoclassicistische stijl uitgetekend door de bekende architect Auguste Payen dat echter reeds enkele jaren leegstaat maar wel een goed voorbeeld is van de eerste generatie stationsgebouwen in België. Infrabel vroeg echter in 2013 een sloopvergunning aan. Erfgoedvereniging Pétitions-Patrimoine roept op om het stationsgebouw te beschermen. In november 2014 besliste de Brusselse regering de procedure tot klassering van het gebouw op te starten, die leidde tot de bescherming op 23 september 2015. De manier waarop het gebouw ingekapseld werd door de fabrieksgebouwen van Audi en door de talloze viaducten, bruggen en tunnels levert hallucinante, haast surrealistische beelden op.

## Treindienst
| Serie | Treinsoort | Route                                                | Bijzonderheden         |
| ----- | ---------- | ---------------------------------------------------- | ---------------------- |
| S 2   | GEN (NMBS) | 's-Gravenbrakel – Vorst-Zuid – Brussel-Zuid – Leuven | Rijdt 1×/u. op zondag. |

## Galerij

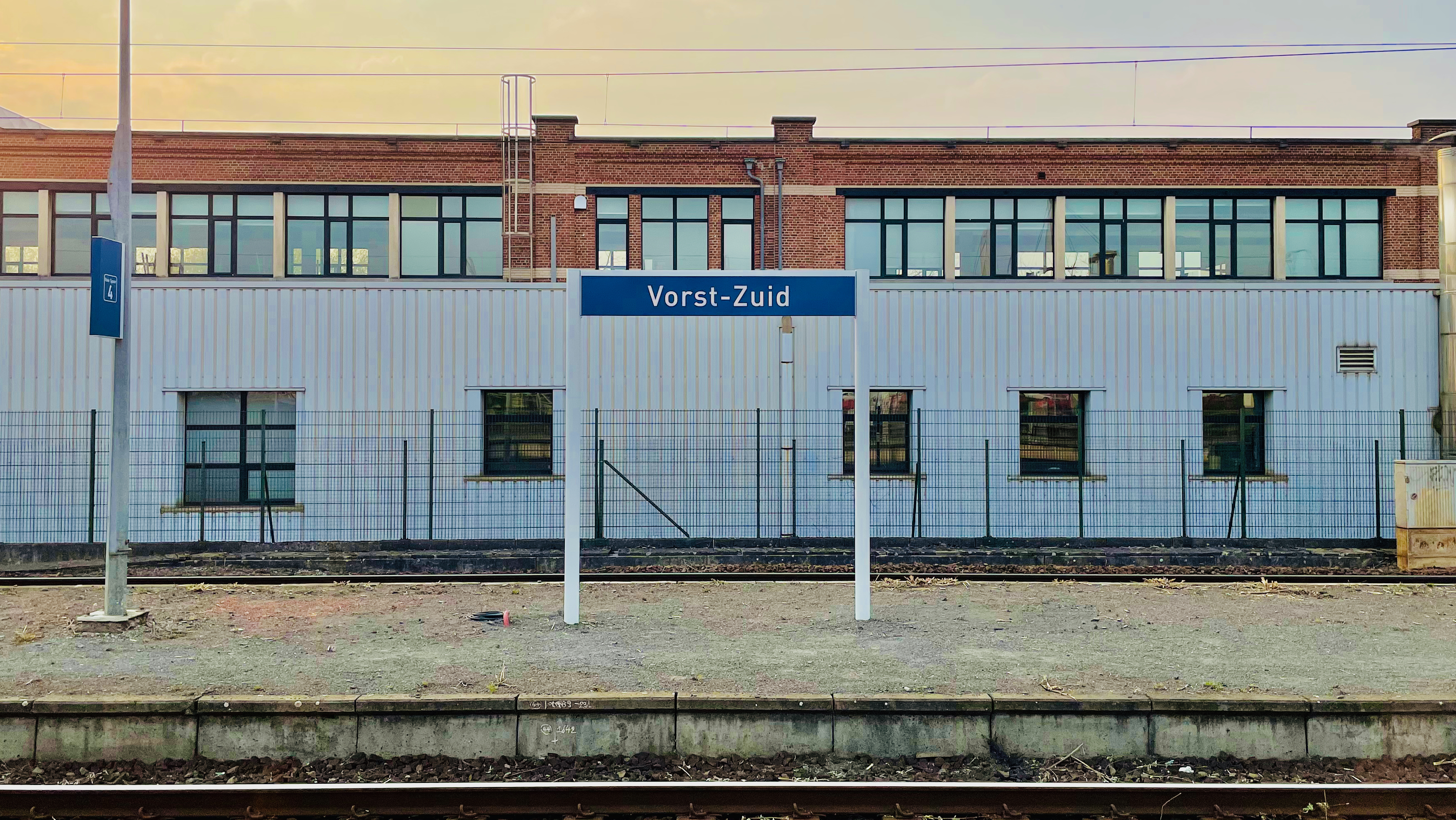
Een plaatsnaambord op een perron
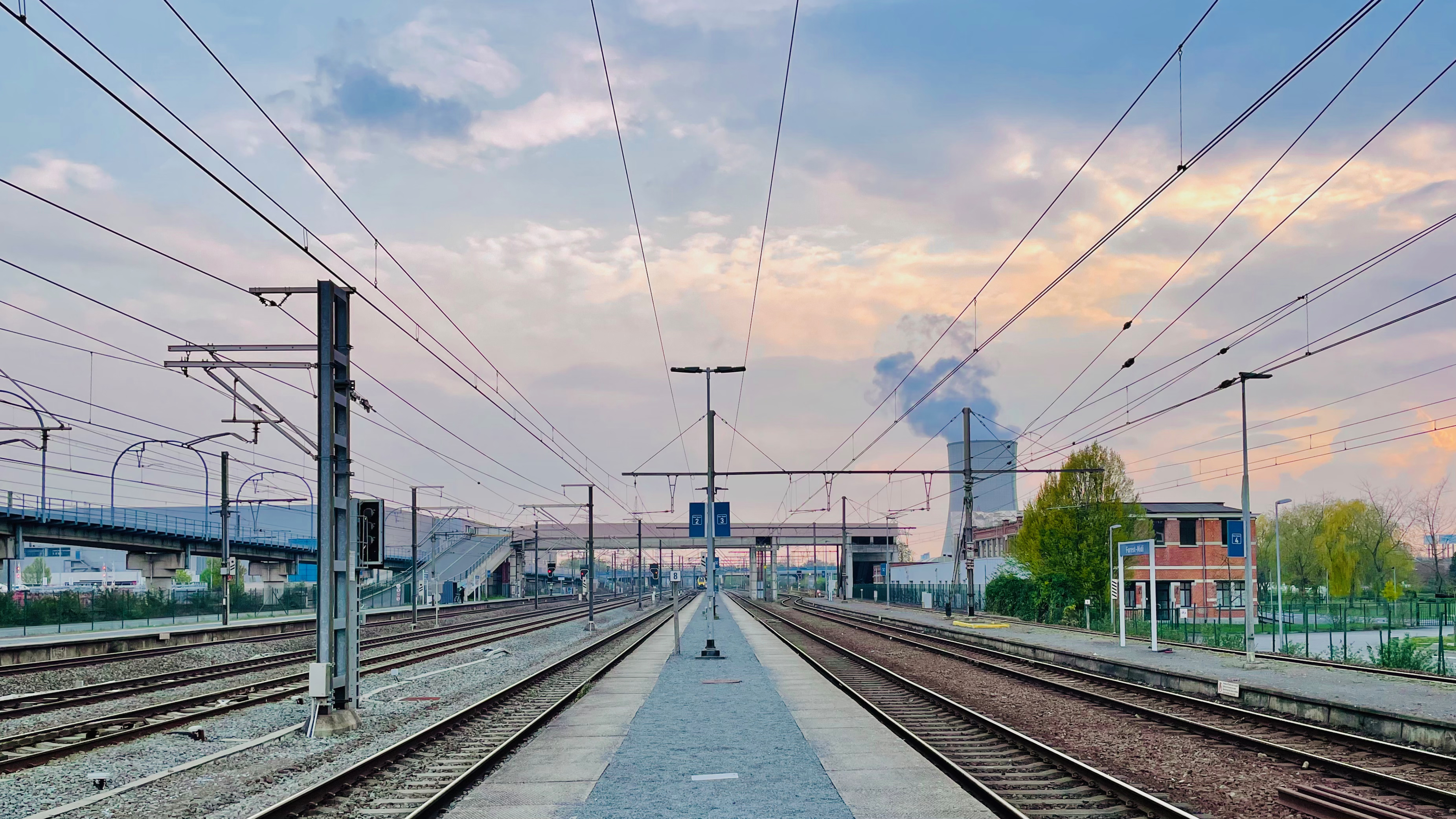
Zicht op de perrons

## Reizigerstellingen
De grafiek en tabel geven het gemiddeld aantal instappende reizigers weer op een week-, zater- en zondag.
| Tabel: aantal instappende reizigers station Vorst-Zuid | Tabel: aantal instappende reizigers station Vorst-Zuid | Tabel: aantal instappende reizigers station Vorst-Zuid | Tabel: aantal instappende reizigers station Vorst-Zuid |
|                                                        | Weekdag                                                | Zaterdag                                               | Zondag                                                 |
| ------------------------------------------------------ | ------------------------------------------------------ | ------------------------------------------------------ | ------------------------------------------------------ |
| 1977                                                   | 985                                                    | 119                                                    | 48                                                     |
| 1978                                                   | 911                                                    | 108                                                    | 74                                                     |
| 1979                                                   | 951                                                    | 93                                                     | 29                                                     |
| 1980                                                   | 780                                                    | 63                                                     | 37                                                     |
| 1981                                                   | 787                                                    | 79                                                     | 56                                                     |
| 1982                                                   | 672                                                    | 61                                                     | 32                                                     |
| 1983                                                   | 1 003                                                  | 76                                                     | 38                                                     |
| 1984                                                   | 834                                                    | 37                                                     | 18                                                     |
| 1985                                                   | 459                                                    | 36                                                     | 24                                                     |
| 1986                                                   | 465                                                    | 36                                                     | 38                                                     |
| 1987                                                   | 483                                                    | 39                                                     | 40                                                     |
| 1988                                                   | 427                                                    | 31                                                     | 29                                                     |
| 1989                                                   | 405                                                    | 53                                                     | 47                                                     |
| 1990                                                   | 302                                                    | 34                                                     | 29                                                     |
| 1991                                                   | 343                                                    | 17                                                     | 13                                                     |
| 1992                                                   | 288                                                    | 33                                                     | 21                                                     |
| 1993                                                   | 274                                                    | 32                                                     | 20                                                     |
| 1994                                                   | 199                                                    | 34                                                     | -                                                      |
| 1995                                                   | 212                                                    | 15                                                     | 3                                                      |
| 1996                                                   | 181                                                    | 13                                                     | 13                                                     |
| 1997                                                   | 199                                                    | 57                                                     | 15                                                     |
| 1998                                                   | 196                                                    | 16                                                     | 10                                                     |
| 1999                                                   | 164                                                    | 26                                                     | 13                                                     |
| 2000                                                   | 193                                                    | 26                                                     | 16                                                     |
| 2001                                                   | 202                                                    | 18                                                     | 8                                                      |
| 2002                                                   | 173                                                    | 36                                                     | 14                                                     |
| 2003                                                   | 216                                                    | 15                                                     | 14                                                     |
| 2004                                                   | 195                                                    | 10                                                     | 11                                                     |
| 2005                                                   | 187                                                    | 13                                                     | 7                                                      |
| 2006                                                   | 167                                                    | 14                                                     | 50                                                     |
| 2007                                                   | 221                                                    | 29                                                     | 18                                                     |
| 2008                                                   | -                                                      | -                                                      | -                                                      |
| 2009                                                   | 212                                                    | 19                                                     | 17                                                     |
| 2010                                                   | -                                                      | -                                                      | -                                                      |
| 2011                                                   | -                                                      | -                                                      | -                                                      |
| 2012                                                   | 270                                                    | 26                                                     | 8                                                      |
| 2013                                                   | 202                                                    | 29                                                     | 28                                                     |
| 2014                                                   | 345                                                    | 25                                                     | 11                                                     |
| 2015                                                   | 244                                                    | 53                                                     | 19                                                     |
| 2016                                                   | 203                                                    | 29                                                     | 11                                                     |
| 2017                                                   | 293                                                    | 17                                                     | 15                                                     |
| 2018                                                   | 215                                                    | 29                                                     | 28                                                     |
| 2019                                                   | 368                                                    | 56                                                     | 33                                                     |
| 2020                                                   | 197                                                    | 42                                                     | 18                                                     |
| 2021                                                   | -                                                      | -                                                      | -                                                      |
| 2022                                                   | 376                                                    | 235                                                    | 147                                                    |
| 2023                                                   | 568                                                    | 366                                                    | 168                                                    |
| 2024                                                   | 464                                                    | 247                                                    | 116                                                    |